# Thomas Föhl
Thomas Eckard Föhl (* 1954 in Schorndorf) ist ein deutscher Kunsthistoriker, Kulturmanager und Sachbuchautor.

## Leben
Thomas Föhl schloss sein Studium der Sozial- und Wirtschaftsgeschichte an der Freien Universität Berlin 1979 mit einer Arbeit über jüdische Bankhäuser in Berlin ab. Es folgte ein Aufbaustudium der Kunstgeschichte, Neueren Geschichte und Bibliothekswissenschaften. Seine Dissertation erfolgte 1983.
Von 1984 bis 1993 war Föhl als wissenschaftlicher Mitarbeiter am Berlin Museum tätig. Im Jahr 1993 wechselte er zu den Kunstsammlungen zu Weimar, die er bis 2001 zunächst als stellvertretender, danach als amtierender Direktor leitete. Von 2003 bis 2005 wirkte er als Koordinator und Hauptkustos der Neuen Sammlung. Von 2006 bis 2010 war Föhl stellvertretender, danach amtierender Direktor der Schlösser, Gärten und Bauten der Klassik Stiftung Weimar. Innerhalb der Stiftung übernahm er 2010 die Aufgaben des Sonderkoordinators Masterplan sowie des Sonderbeauftragten des Präsidenten.
Ab 2001 war Föhl zudem Leiter des DFG-Forschungsprojektes zur Erarbeitung eines Werkverzeichnisses der kunstgewerblichen und raumkünstlerischen Arbeiten des belgischen Designers Henry van de Velde. Die ersten drei von insgesamt sechs geplanten Bänden des Werkverzeichnisses veröffentlichte Föhl zwischen 2009 und 2016 gemeinsam mit Antje Neumann. Er ist zudem Autor zahlreicher Aufsätze, Bücher und Kataloge zur Architektur- und Designgeschichte, zur Malerei, Grafik und Buchkunst des 19. und frühen 20. Jahrhunderts.
Thomas Föhl und seine Ehefrau Silvia sind die Eltern des Kulturmanagers Patrick Sinclair Föhl (* 1978).

## Veröffentlichungen (Auswahl)
als Autor und Co-Autor
- Curt Herrmann. Ein Künstlerleben 1854–1929. Hatje, Ostfildern-Ruit 1996, ISBN 3-7757-0620-8.
- mit Antje Neumann: Henry van de Velde. Raumkunst und Kunsthandwerk. Ein Werkverzeichnis in sechs Bänden. Band 1: Metallkunst. Henschel, Leipzig 2009, ISBN 978-3-86502-221-9.
- Henry van de Velde. Architekt und Designer des Jugendstils. Weimarer Verlagsgesellschaft, Weimar 2010, ISBN 978-3-939964-02-5.
- mit Sabine Walter: Henry van de Velde – Leidenschaft, Funktion und Schönheit und sein Beitrag zur europäischen Moderne. Weimarer Verlagsgesellschaft, Weimar 2013, ISBN 978-3-86539-685-3.
- mit Antje Neumann: Henry van de Velde. Raumkunst und Kunsthandwerk. Ein Werkverzeichnis in sechs Bänden. Band 2: Textilien. Henschel, Leipzig 2014, ISBN 978-3-86502-230-1.
- mit Antje Neumann: Henry van de Velde. Raumkunst und Kunsthandwerk. Ein Werkverzeichnis in sechs Bänden. Band 3: Keramik. Henschel, Leipzig 2016, ISBN 978-3-86502-231-8.

als Herausgeber
- mit Rolf Bothe (Hrsg.): Aufstieg und Fall der Moderne. [Eine Ausstellung der Kunstsammlungen zu Weimar und der Weimar 1999 – Kulturstadt Europas GmbH in Zsarb. mit dem Deutschen Historischen Museum Berlin]. Ostfildern-Ruit 1999.
- Norbert Tadeusz, Italien sichten. Stiftung Weimarer Klassik und Kunstsammlungen, Weimar 2003.
- mit Gert-Dieter Ulferts (Hrsg.): Von Berlin nach Weimar. Band 2: Von der Kunstkammer zum Neuen Museum. 300 Jahre Sammlungen und Museen in Weimar. Deutscher Kunstverlag, Berlin / München 2003
- mit Gerda Wendermann (Hrsg.): Ein Arkadien der Moderne? 100 Jahre Künstlerhaus Villa Romana in Florenz. Ausstellungskatalog, Weimar 2005.
- mit Sabine Walter (Hrsg.): Leidenschaft, Funktion und Schönheit. Henry van de Velde und sein Beitrag zur europäischen Moderne. Katalog zu der Ausstellung im Neuen Museum Weimar 2013 (3. April bis 23. Juni), aus Anlass des 150. Geburtstags des Künstlers. Klassik-Stiftung Weimar, Weimarer Verlagsgesellschaft, Weimar 2013, ISBN 978-3-86539-685-3.
- Harry Graf Kessler und Elisabeth Förster-Nietzsche. Der Briefwechsel 1895–1935. 2 Bände. Weimarer Verlagsgesellschaft, Weimar 2013, ISBN 978-3-86539-694-5.
- mit Wolfgang Holler, Sabine Walter (Hrsg.): Neues Museum Weimar – Van de Velde, Nietzsche und die Moderne um 1900 (= Begleitband zur gleichnamigen Dauerausstellung). Hirmer, München 2019, ISBN 978-3-7774-3277-9.
- Werkstatt Otto Dorfner – Buchkunst in Weimar. Hirmer, München 2019, ISBN 978-3-7774-3279-3.